# 眠狂四郎無頼控 (1983年のテレビドラマ)
『眠狂四郎無頼控』（ねむりきょうしろう ぶらいひかえ）は、1983年（昭和58年）4月6日から8月31日まで、テレビ東京系列で毎週水曜日の21:00 - 21:54に放映された連続時代劇。片岡孝夫（片岡仁左衛門・15代目）主演。全22回で初回は2時間スペシャル。

## 概要
同枠の前作『眠狂四郎円月殺法』の好評をうけ制作された、片岡孝夫主演によるシリーズ続編。円月殺法に幻想的な映像処理が新たに取り入れられた。孝夫は、オープニングタイトルや円月殺法後の表情に強い虚無感を漂わせる一方、不幸な境遇の者に対して生き抜くことを説くなど、独自の狂四郎を演じている。第2話・第8話は、大映・狂四郎作品の脚本も手がけた星川清司による作品。

## キャスト
- 眠狂四郎…片岡孝夫（片岡仁左衛門・15代目）
- お蘭…松尾嘉代
- 金八…火野正平
- 武部仙十郎…小松方正
- 吉蔵…北村英三
- お玉…加川綾女

## スタッフ
- 原作：柴田錬三郎
- 脚本：「放映リスト（サブタイトルリスト）」参照
- 監督：「放映リスト（サブタイトルリスト）」参照
- 音楽：岩代浩一
- 製作協力：京都映画株式会社
- 製作：テレビ東京、歌舞伎座テレビ

## 放映リスト（サブタイトルリスト）
| 話数 | 放送日    | サブタイトル                                                                          | 脚本                | 監督       | ゲスト出演                                                                                               |
| ---- | --------- | ------------------------------------------------------------------------------------- | ------------------- | ---------- | --- |
| 1    | 1983/ 4/6 | 殺さないで私の子を異人妻の絶叫！ 将軍お世継暗殺大奥やわ肌秘話 （初回2時間スペシャル） | 和久田正明          | 山下耕作   | 室矢松子：加賀まりこ、室矢醇堂：永井智雄、 田畑猛雄、三浦：水原麻記                                      |
| 2    | 4/13      | 生肝頂戴つかまつる                                                                    | 星川清司            | 皆元洋之助 | 加納竜、睦五郎、五味龍太郎、 長谷川待子、伊達少将：浜田雄史                                              |
| 3    | 4/20      | 魔性の血を宿す妻                                                                      | 和久田正明          | 南野梅雄   | 河原崎建三、島村佳江、三島ゆり子、 堀内一市、千葉敏郎、山本一郎                                          |
| 4    | 4/27      | 光る白刃に燃える女                                                                    | 木久谷清之          | 皆元洋之助 | 佳那晃子、内田善郎、片岡五郎                                                                             |
| 5    | 5/4       | 妖刃殺法！ 美女肌からくり将棋                                                         | 大西信行            | 井澤雅彦   | 奈良富士子、平泉征、 三崎奈美、中村錦司                                                                  |
| 6    | 5/11      | 悪女の色香は 殺しの匂い                                                               | 市川靖              | 南野梅雄   | 本阿弥周子、高橋長英、藤木孝                                                                             |
| 7    | 5/18      | 毒婦異聞 殺しを囁く女                                                                 | 和久田正明          | 家喜俊彦   | 新藤恵美、沖田駿一、河野実                                                                               |
| 8    | 5/25      | 悪魔儀式 いけにえの女体                                                               | 星川清司            | 井澤雅彦   | 中島ゆたか、諏訪新之助：佐藤仁哉、 呂宋十兵衛：阿藤海、 藤波大和：堺左千夫、 鳴海屋：西山辰夫、 須永克彦 |
| 9    | 6/1       | 首斬り無用にて候う                                                                    | 和久田正明          | 皆元洋之助 | 神谷右近：若林豪、 石出帯刀：早川雄三、 青山恭子、 有馬信綱：水村泰三                                    |
| 10   | 6/8       | 仇討無惨！ 秘めた出生の謎                                                             | 香取俊介            | 皆元洋之助 | 伊沢千世：入江若葉、 佐久間経之助：岡崎二朗、 矢柄繁七：大下哲矢、 伊沢鉄之助：片岡進之介                |
| 11   | 6/15      | 妖鬼一閃！ おんな牢秘話                                                               | 米谷純一 木久谷清之 | 家喜俊彦   | 大月ウルフ、宮口二郎、賀田裕子                                                                           |
| 12   | 6/22      | 闇の狩人！ 少女を食う鬼                                                               | 和久田正明          | 井沢雅彦   | 武原英子、船戸順、 ガッツ石松、楠年明                                                                    |
| 13   | 6/29      | 怪談！ 髑髏と祝言する花嫁                                                             | 市川靖              | 井沢雅彦   | 三田市之助：堀内正美、 三田主膳：外山高士、山本昌平、佐藤万理、 二葉弘子、伊庭剛                         |
| 14   | 7/6       | お庭番悲話！ 裏切りの人肌                                                             | 下飯坂菊馬          | 南野梅雄   | 江郷藤之進：倉石功、 八重：早川絵美、 秋月肥後守：黒部進                                                 |
| 15   | 7/13      | 美女崩れ！ にせ狂四郎参上                                                             | 市川靖              | 南野梅雄   | 飛鳥裕子、千葉裕、牧冬吉、 唐沢民賢、山口朱美                                                            |
| 16   | 7/20      | 怪奇！ 妖刀に呪われた女                                                               | 和久田正明          | 皆元洋之助 | 大塚良重、石田信之、 内田勝正、丹古母鬼馬二                                                              |
| 17   | 7/27      | 仕置きうけます 闇のからくり肌                                                         | 和久田正明          | 皆元洋之助 | 山本みどり、原口剛、 大竹修造、崎津隆介                                                                  |
| 18   | 8/3       | なみだ旅 母を求める子守歌                                                             | 木久谷清之          | 家喜俊彦   | 田島令子、高野真二、江幡高志、 高峰圭二、長谷川直子、大木悟郎                                            |
| 19   | 8/10      | 毒牙を隠した花嫁                                                                      | 和久田正明          | 南野梅雄   | おくに：岩井友見、水野忠邦：安井昌二、 常泉忠通、土井河内守：三上剛仙                                    |
| 20   | 8/17      | 悲怨！ 赤いしごきは地獄花                                                             | 市川靖              | 皆元洋之助 | 松本留美、川崎公明、亀石征一郎                                                                           |
| 21   | 8/24      | 座頭殺法！ 闇を斬る仕込杖                                                             | 木久谷清之          | 家喜俊彦   | 服部妙子、南原宏治、中庸介、北村晃一                                                                     |
| 22   | 8/31      | 明日に別れの 円月斬り                                                                 | 和久田正明          | 井澤雅彦   | お袖：山本ゆか里、近江屋与吉：頭師孝雄、暮坂十内：浜田晃                                                 |

## 前後番組
| テレビ東京 水曜21時台 | テレビ東京 水曜21時台               | テレビ東京 水曜21時台                               |
| 前番組                | 番組名                              | 次番組                                              |
| --------------------- | ----------------------------------- | --------------------------------------------------- |
| 眠狂四郎円月殺法      | 眠狂四郎無頼控 【本作まで時代劇枠】 | クイズ地球まるかじり 【この番組からバラエティー枠】 |